# Vincent Gabarra
Pour les articles homonymes, voir Gabarra.
Vincent Gabarra, né en 1951 à Marrakech, est un écrivain français. Il a remporté le Prix Jean d'Heurs du Roman Historique en 1990 pour son livre Le Crépuscule des hommes publié aux Presses de la Renaissance.